# Mahroni Rural
Mahroni Rural es una ciudad censal situado en el distrito de Lalitpur en el estado de Uttar Pradesh (India). Su población es de 6509 habitantes (2011). 

## Demografía
Según el censo de 2011 la población de Mahroni Rural era de 6509 habitantes, de los cuales 3423 eran hombres y 3086 eran mujeres. Mahroni Rural tiene una tasa media de alfabetización del 78,33%, superior a la media estatal del 67,68%: la alfabetización masculina es del 86,78%, y la alfabetización femenina del 69%.